# إليونسيو مرسيدس
إليونسيو مرسيدس (بالإنجليزية: Eleoncio Mercedes) (12 سبتمبر 1957 – 22 ديسمبر 1985) هو ملاكم دومينيكي راحل، مثّل بلاده في الألعاب الأولمبية الصيفية 1976.

## روابط خارجية
إليونسيو مرسيدس على موقع بوكس ريك (الإنجليزية) (registration required)
- إليونسيو مرسيدس على موقع أوليمبيديا (الإنجليزية)